# Perduto il paradiso
Perduto il paradiso (in olandese Paradijs verloren) è il romanzo pubblicato nel 2004 in prima edizione olandese e nel 2006 in prima edizione italiana dallo scrittore olandese Cees Nooteboom.

## Descrizione
Perduto il paradiso è il romanzo di Cees Nooteboom scritto dopo Met andere woorden: Czesław Miłosz, Nicolás Guillén, Jorge Carrera Andrade, César Vallejo, Eugenio Montale, del 2004
Il romanzo di Cees Nooteboom è incentrato su un paradosso poiché parla del desiderio di raggiungere lo stato di natura utilizzando però, per farlo, i mezzi più artificiali. A prima vista non è così strano poiché in realtà il desiderio può sorgere solo quando ci si rende conto che le condizioni di vita hanno perso ogni innocenza e vengono dominate da strane forze esterne, cioè artificiali. Da questa prospettiva si potrebbe leggere l'espulsione dal paradiso come la storia che segna la transizione dalla cultura locale, tribale su piccola scala alla cultura globale, cioè su scala più ampia delle città e dei regni, una transizione che è durata circa tremila anni. La storia esprime l'insicurezza e la paura di persone costrette a crescere socialmente, a convivere con strani vicini che seguono i propri riti e miti, e quindi con i loro dei. Il testo è indissolubilmente legato all'ascesa del monoteismo, all'arrivo di un Dio unico e universale ed esclusivo. La storia del paradiso non ha quasi perso popolarità durante il millennio del monoteismo cristiano quindi deve avere a che fare non solo con l'insegnamento religioso ma anche con la gravità reale dell'esistenza. La maggior parte delle persone vive quotidianamente questa pesantezza come un destino inevitabile, una punizione per i peccati commessi una volta e che obbligano ad accettare la sottomissione all'autorità terrena consacrata da Dio. La storia del paradiso raggiunse la sua più grandiosa immaginazione poetica solo verso la fine di quel millennio, alle soglie dei tempi moderni, quando la versione autentica della storia dell'Antico Testamento aveva bisogno di una revisione secolarizzata. Nel Paradiso perduto di John Milton, nonostante le sue visioni illuminate e la critica al suo tempo nascosta nel testo, si tratta lo stesso tema ma da un punto di vista diverso. Il piccolo romanzo di Nooteboom si chiama per questo Perduto il paradiso e non Paradiso perduto. E in due punti cruciali Nooteboom cita passaggi chiave: dopo il prologo e proprio alla fine del libro, dopo l'epilogo. L'ultima citazione, e anche le righe conclusive, delineano l'esodo dal paradiso come una transizione verso uno spazio più ampio ma sotto la supervisione dell'unico Dio onnipotente, e logicamente, il potere di divinità locali sarebbe del tutto inadeguato in questa immensa area. Nooteboom presenta la sua ricerca del paradiso con tutto il bagaglio simbolico che ciò comporta e come rappresentazione. Nell'epilogo la donna che appare nel libro commenta il lavoro di Nooteboom e l'autore inizia subito a seguirne i suggerimenti per un possibile finale.

## Trama
A San Paolo, in estate, Alma esce di notte in auto e lascia il ricco quartiere dove vive ed entra nella favela di Paraísopolis. In quell'ambiente degradato subisce violenza e sente così il bisogno di rimuovere quest'esperienza. Nel suo giro in macchina si risveglia lontana migliaia di chilometri, in Australia, stesa accanto a un uomo che dorme. Come è arrivata in quel Paese, e, soprattutto, chi ha bandito l'idea degli angeli dal mondo quando lei continua a sentirli attorno? Il pensiero di Alma, che desidera scacciare le ombre dell'orrore, la porta a fare un viaggio con la sua amica Almut attraverso i luoghi che sognava durante l'infanzia. L'Australia rappresenta quei luoghi e nel vuoto del deserto trova un silenzio che la riconcilia con il mondo. Ma i sogni di un tempo sono finiti, il mondo mitico degli aborigeni non esiste più. Alma è costretta ad ammettere che la sua Australia era una finzione. Arriva a questa conclusione dopo averci provato, perché se il vento devastante della storia ha ridotto in macerie anche quel paradiso immaginato, forse qualcosa è rimasto in quegli spazi e in quei silenzi dove il sovrannaturale è di casa. A Perth, dove viene invitato a un festival letterario, il disincantato intellettuale olandese in perenne ricerca esistenziale, Erik Zondag, incontra Alma che si è tramutata in angelo per una caccia al tesoro in omaggio a Milton e al suo Paradiso perduto. Così la vita di Alma si interseca con quella di un anziano critico letterario, si tratta per entrambi di un'apparizione fuggevole e sconvolgente, quasi come l'annunciazione di una possibilità di armonia. Il libro narra di viaggi in aereo, in auto e in treno alla ricerca dell'Eden dal quale siamo stati cacciati. I due assomigliano ad Adamo ed Eva che si avviano verso il loro nuovo mondo. Lo scrittore, nella conclusione, dubita che gli angeli appartengono ancora al mondo umano.

## Critica
Nell'opera si intrecciano vari spunti tematici a partire dal Paradiso perduto di Milton per arrivare alla ricerca metafisica. In alcuni brani sembra che l'autore voglia trasmettere la convonzione che forse è stato positivo che l'antico paradiso sia andato perduto. La storia raccontata, come spesso fa Cees Nooteboom, si trova incastonata tra un prologo ed un epilogo, e si tratta quindi un racconto contenuto in un altro racconto. i protagonisti sognano l'entroterra selvaggio degli aborigeni australiani e vi proiettano il loro paradiso. Questo risulta un po' strano e storicamente scorretto, perché il paragone tra la cultura degli aborigeni e quella del medioevo europeo non hanno reali punti di contatto. Alcuni capitoli tra i più importanti del libro sono piuttosto vaghi, sfocati e disordinati. La seconda parte del romanzo è più concreta, anche se non necessariamente più credibile. Erik Zondag, il critico letterario frustrato alla ricerca di un po' di leggerezza nella vita, si reca in una stazione termale austriaca, dove viene accolto da un certo Herr Krüger. Convinto a farsi massaggiare da una donna riconosce in lei l'angelo che aveva incontrato tre anni e mezzo prima a Perth, e quell'angelo altri non è che Alma, che aveva incontrato in un festival letterario in cui i visitatori dovevano cercare angeli nascosti. La questione è se quella coincidenza nella forma così palesemente manipolata di questo libro quasi allegorico possa ancora essere definita una coincidenza, o se la vera coincidenza non sia piuttosto qualcosa che ti accade letteralmente all'improvviso. Quindi nel paradiso perduto c'è troppo gioco letterario realizzato con mezzi troppo artificiosi, troppo inverosimili e allo stesso tempo troppo prevedibili.

## Edizioni

### Edizione originale in olandese
- (NL) Cees Nooteboom, Paradijs verloren, Amsterdam, Atlas, 2004, OCLC 902184034.

### Edizione in italiano
- Cees Nooteboom, Perduto il paradiso, traduzione di Fulvio Ferrari, Milano, Iperborea, 2006, ISBN 9788870911466, OCLC 799492490.

### Edizioni in altre lingue
- (DE) Cees Nooteboom, Paradies verloren Roman, traduzione di Helga van Beuningen, Frankfurt am Main, Suhrkamp, 2005, OCLC 230684503.
- (EN) Cees Nooteboom, Lost paradise, traduzione di Susan Massotty, London, Harvill Secker, 2007, OCLC 85830044.
- (PT) Cees Nooteboom, Paraíso perdido, traduzione di Cristiano Zwiesele do Amaral, São Paulo, Companhia das Letras, 2008, OCLC Paraíso perdido.
- (ES) Cees Nooteboom, Perdido el paraíso, traduzione di Isabel Clara Lorda Vidal, Madrid, Ediciones Siruela, S.A., 2014, OCLC 1337067722.